# Canal Magdalena (Chile)
El canal Magdalena es uno de los canales fueguinos que se abre sobre el estrecho de Magallanes entre la punta Anxious de la isla de Tierra del Fuego y el monte Vernal de la isla Capitán Aracena en la región austral de Chile.
Administrativamente pertenece a la Región de Magallanes y Antártica Chilena. Es el límite entre las provincias de Magallanes, Tierra del Fuego y de la Antártica Chilena. El canal queda dentro del parque nacional Alberto de Agostini
Desde hace aproximadamente 6000 años hasta mitad del siglo XX sus costas fueron habitadas por el pueblo kawesqar. A comienzos del siglo XXI este pueblo había sido prácticamente extinguido por la acción del hombre blanco.

## Recorrido

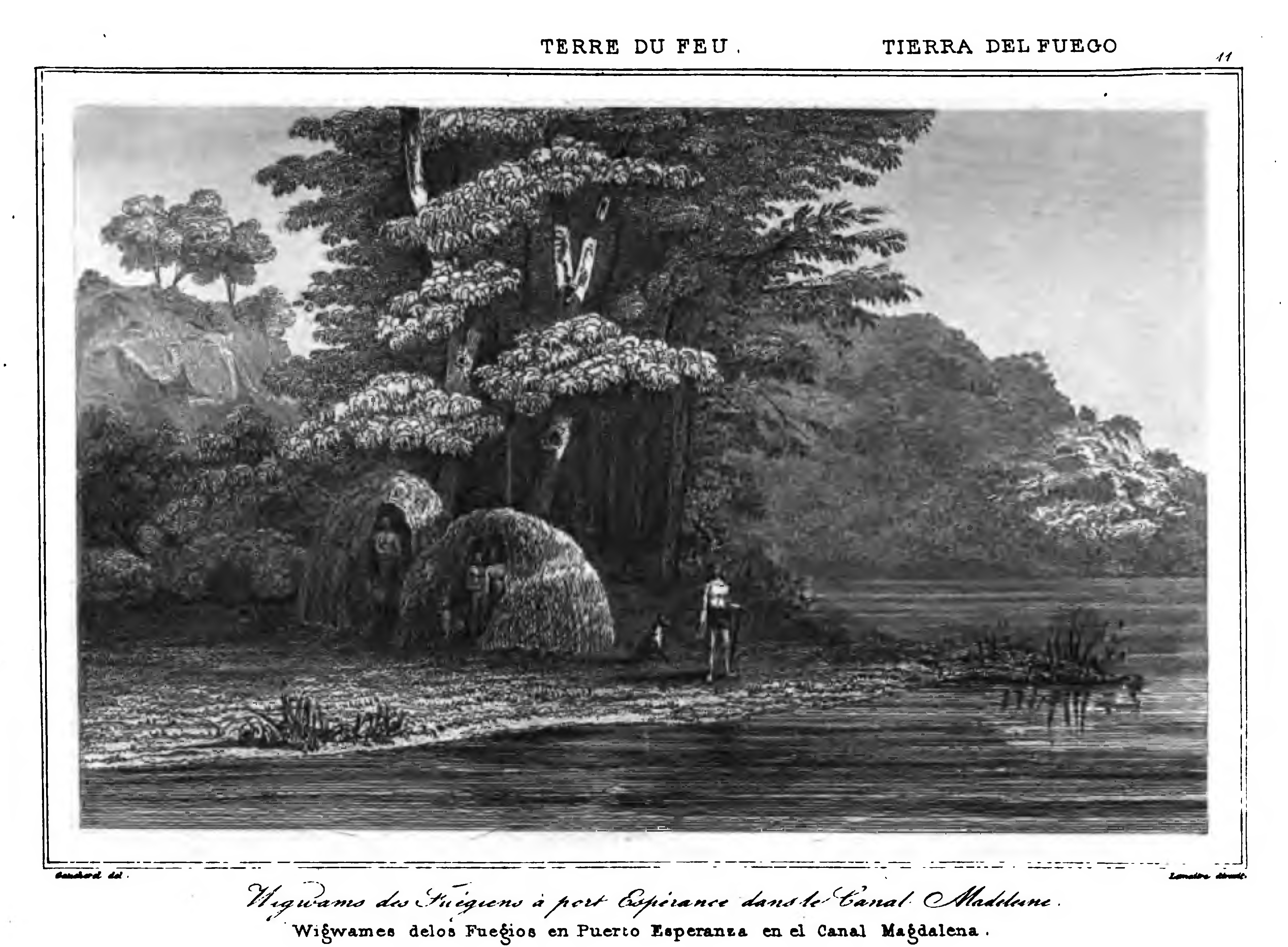
Grabado de una ruca de los pueblos originarios en el canal Magdalena.

El canal comienza en el sector sur del seno del mismo nombre del estrecho de Magallanes entre el monte Vernal de la isla Capitán Aracena y la punta Anxious de la isla Grande de Tierra del Fuego. Corre 20 millas en dirección sur con un ancho de 1½ millas en su boca norte el que va aumentado hacia el sur hasta alcanzar 6 millas frente al cabo Peña. 
Sus costas son altas y barrancosas, especialmente la costa oriental en la que rematan ramales de la cordillera Darwin y en la que desembocan grandes ventisqueros destacando especialmente los que descienden del monte Sarmiento.
El canal Magdalena y el canal Cockburn que corre a continuación del primero, comunican el sector central del estrecho de Magallanes con el canal Beagle y el océano Pacífico Sur y separan la isla Grande de Tierra del Fuego de las islas Capitán Aracena, Clarence y grupo Magill. En general ambos canales son limpios y profundos, aptos para la navegación de todo tipo de naves. Su navegación no presenta dificultades. El empleo de prácticos es obligatorio.

## Historia
Desde hace unos 6000 años sus aguas eran recorridas por el pueblo kawésqar, nómadas canoeros, recolectores marinos. Esto duró hasta mediados del siglo XX en que prácticamente ya habían sido extinguidos por la acción del hombre blanco que pretendió civilizarlos.
El canal queda en territorio kawésqar, pero era visitado frecuentemente por los indígenas yámanas quienes lo utilizaban para llegar hasta las islas Clarence, Skyring y otras cercanas donde obtenían pirita de hierro, mineral con el que conseguían las chispas necesarias para encender fuego.
A fines del siglo XVIII, a partir del año 1788 comenzaron a llegar a la zona los balleneros, los loberos y cazadores de focas ingleses y estadounidenses y finalmente los chilotes.
En febrero de 1827 el comandante Phillip Parker King a bordo del bote con cubierta del Adventure, llamado Hope, reconoció el canal durante 48 horas
Entre el 19 de abril y el 15 de mayo de 1829 el teniente William George Skyring a bordo de la goleta Adelaide efectuó el levantamiento y sondaje completo del canal.
Durante el año 1901 el crucero Presidente Pinto de la Armada de Chile efectuó trabajos de levantamiento hidrográfico en el canal.

## Geología y orografía
Las costas del canal son abruptas y con muchas rocas. Escarpadas y cubiertas normalmente por una vegetación enmarañada y llena de malezas y breñas. No hay playas como tales sino que son formadas por rocas desmenuzadas o bajos de piedras formando mesetas. Las aguas son generalmente profundas aun cerca de tierra. 
Por la constitución del suelo, las islas por las que corre el canal parecen pertenecer al período terciario. Constituyen la continuación del extremo sur de América. Las montañas de dichas islas, separadas por grandes cataclismos que formaron las depresiones que llenó después el mar, pertenecen al sistema andino; las llanuras ofrecen gran analogía con las estepas de la Patagonia.
Bajo el punto de vista de su orografía y relieve el archipiélago fueguino se divide en dos secciones: la zona insular o cordillerana y la zona pampeana. El canal Magdalena está en la zona cordillerana o insular.

## Flora y fauna
Las intensas precipitaciones permiten el desarrollo de una vegetación exuberante, existiendo lugares donde el bosque se hace casi impenetrable.
Los árboles que predominan son: el coigüe de Magallanes, el ñirre, la lenga y el canelo. Las flores son pequeñas pero hay muchas excepciones llamativas como la Azucena y el Zapatito de la virgen. En otoño aparecen los lupinos que se ven por todas partes.
El reino animal es muy reducido, se puede encontrar el zorro y algunos roedores. Hay lobos y nutrias.
Entre las aves terrestres y acuáticas podemos encontrar el martín pescador, el tordo, el zorzal, el cisne, el pato, el pingüino, el canquén, la gaviota y el quetro o pato a vapor.
Entre los peces se encuentran el róbalo, el pejerrey, el blanquillo y la vieja. Entre los mariscos hay centollas, jaibas, erizos y choros. 
Una de las importantes especies de mamíferos marinos, es la ballena Jorobada, también el delfín blanco, llamado “tonina”. Además abunda la foca común, conocida como lobo de mar y la foca de piel fina, llamada lobo de dos pelos, los elefantes marinos y focas leopardos, solamente están presentes en el seno Almirantazgo.

## Clima y vientos
El canal queda en la zona cordillerana en que el régimen dominante es mal tiempo bajo todas sus formas produciéndose con mayor intensidad en los meses de primavera que en los de invierno. Pudiéndose señalar el mes de septiembre como el peor por sus frecuentes y violentas tempestades. 
El viento dominante durante el año es de los cuadrantes 3° y 4°. En invierno el régimen de los vientos cambia en forma notable, sintiéndose frecuentemente brisas secas y cálidas del primer cuadrante.

## Mareas y corrientes
Las corrientes en el canal tiran hasta 3 nudos en sizigias produciendo escarceos y remolinos en la punta Anxious.
La creciente procede del norte es decir desde el estrecho de Magallanes.

## Islotes e islas

### Islote Cenaria
Ubicado a 2,3 millas al SE de la punta Ariadne de la costa SE de la isla Capitán Aracena, tiene una altura de 10 metros y es visible desde ambos extremos del canal Magdalena por lo que es un buen punto de referencia para la navegación de este, pudiendo dejarse por cualquiera de las bandas tomándole un resguardo de ½ milla.

### Isla Laberinto
Situada a 1½ milla al SW del islote Cenaria. Su costa SE y S es sucia destacándose varios islotes y rocas de cuidado para la navegación del canal Magdalena. Hacia el W de ella se abre la bahía Drew.

## Senos, ensenadas y bahías

### Seno Peje
Se abre al sur de la punta Anxious en la costa oriental del canal. Corre en dirección SE. Tiene un saco de 4 millas y un ancho medio de 3 cables. 
Sus costas, altas y montañosas son escarpadas y sus aguas muy profundas. En el sector las alturas más notables son los montes Hurt y Taurus.

### Seno Keats
En la costa oriental del canal, entre las puntas Antonio y Ernesto, se abre un cuerpo de agua que forma cinco senos que se internan profundamente en la isla Grande de Tierra del Fuego. Estos son los senos Keats, Martínez, Agostini, Hyatt y Serrano. Están rodeados por las elevadas montañas de la cordillera de Darwin desde las cuales descienden numerosos ventisqueros. Su navegación no ofrece dificultades, sus costas son escarpadas y sus aguas muy profundas. Su navegación debe efectuarse obligatoriamente empleando un práctico de canales.
El seno Keats corre en dirección E por 13 millas con un ancho medio de 3½ millas. En su ribera sur se encuentra bahía Queta en la que puede encontrarse donde fondear. Luego el seno se divide en dos: el seno Martínez y el seno Agostini.

### Seno Martínez
Viene a continuación del seno Keats. Corre en dirección general SSW por 19 millas y tiene un ancho medio de 1 milla. En su costa W se abre la caleta Escandallo y en su costa E se encuentra el Brazo Sureste, un seno de 5 millas de largo por 1 de ancho.

### Seno Agostini
Es la continuación del seno Keats. Corre en dirección SE por 11 millas con un ancho de 2 millas. A su término se divide en dos nuevos senos: el seno Hyatt y el seno Serrano.
Es el más nombrado de los senos de esta zona, conocido en el mundo entero por sus bellezas naturales. Todos los años es visitado por gran número de turistas.

### Seno Hyatt
Es la continuación norte del seno Agostini. Corre en dirección SE. Tiene una extensión de 7 millas y un ancho medio de 6 cables. En el fondo de su saco se forman dos bahías en una de las cuales desemboca el ventisquero Videla que forma una impresionante pared de hielo vertical en la que se producen permanentemente derrumbes desprendiéndose grandes témpanos que provocan fuerte oleaje.
En su costa norte se encuentra el surgidero Mentiroso, fácil de reconocer por la playa de arena del fondo. Buen fondeadero con un tenedero de fondo de arena y fango en 36 metros de agua.

### Seno Serrano
Es la continuación sur del seno Agostini. Tiene una extensión de 5 millas y un ancho medio de 6 cables. Corre en dirección SE.

### Seno Magallanes
Se abre en la costa oriental del canal, entre las puntas Gruesa y Entrada. Corre en dirección S por 4½ millas, su ancho varía desde 1.500 metros en la entrada hasta 400 metros en el fondo del saco. Es de costas escarpadas y altas. Sus aguas son profundas y limpias. En su costa oeste está caleta Mote un buen fondeadero para buques pequeños.

### Ensenada Stokes
Se abre en la costa occidental del canal. Es de gran tamaño, tiene aproximadamente 5 millas de saco que se interna en dirección SSW en la costa oriental de la isla Capitán Aracena. Es profunda y no tiene fondeaderos recomendables. En su boca se encuentran 3 islotes bajos y arbolados llamados Rees.

### Bahía Morris
Mapa de la bahía
Es el mejor fondeadero de los canales Magdalena y Cockburn, apto para naves de cualquier tamaño. Está situado al centro de la costa este de la isla Capitán Aracena. 
La entrada a la bahía está señalada por los islotes Entrada. El puerto es limpio y de profundidad moderada con tenedero de buena calidad en cuyo centro pueden fondear las naves mayores. Más hacia el interior hay otro fondeadero para naves pequeñas. Se puede hacer agua y leña empleando embarcaciones.

### Bahía Drew
Mapa de la bahía
Ubicada en la costa SE de la isla Capitán Aracena, detrás de la isla Labarentino del canal Magdalena donde se interna por aproximadamente 2 millas en dirección NW. Tiene muchos islotes y rocas y su fondo es disparejo. Apta solo para embarcaciones pequeñas.

### Bahía Transición
Mapa de la bahía
Ubicada en la costa SE de la isla Capitán Aracena en la que se interna por 4½ millas en dirección NW. Es profunda y limpia. Puede emplearse como fondeadero de emergencia.

## Puertos y caletas

### Puerto Imprevisto
Ubicado en la costa sur del canal Magdalena. Tiene aproximadamente 400 metros de saco. Buen fondeadero de piedra y conchuela en 25 a 30 metros de agua sólo para buques pequeños. Protegido de todos los vientos excepto del viento norte. Rodeado por cerros altos.

### Puerto Hope
Ubicada en la costa oriental de la isla Capitán Aracena, al sur del monte Vernal, en la entrada norte del canal Magdalena. Tiene 3 cables de ancho en su entrada. Es solo un fondeadero de emergencia.

## Cordilleras y montes

### Cordillera Darwin
Ubicada en la parte SW de la isla Grande de Tierra del Fuego forma una cadena casi sin interrupciones de W a E ocupando una extensión de 130 kilómetros desde el monte Sarmiento hasta el monte Bove. Tiene una altura media de 1.500 metros con picos que se elevan hasta los 2.469 metros en el monte Shipton, el de mayor altura.
Está limitada por el norte por el seno Almirantazgo y al sur por el canal Beagle. Estas vertientes tienen muy distinto aspecto. La vertiente norte está cortada por largos y estrechos esteros que penetran hasta el centro de la cordillera formando hermosos fiordos donde terminan numerosos glaciares. La vertiente sur por el contrario es muy escarpada y abrupta.

### Monte Sarmiento
Es la montaña más notable y hermosa de la Tierra del Fuego. Está ubicada en una península formada entre el seno Martínez y la costa oriental del canal Magdalena en la isla Grande de Tierra del Fuego. Se levanta sobre una base ancha que termina en dos picos distantes uno del otro como ¼ de milla, su altura es de 2.234 metros. 
Debido al clima de la zona está cubierto de nieves perpetuas y casi siempre está envuelto y tapado por nubes pero cuando hay viento del E y hay cielo limpio muestra toda su belleza y es visible desde la ciudad de Punta Arenas.

### Monte Vernal
Se encuentra en la costa NE de la isla Capitán Aracena y señala la entrada norte del canal Magdalena. Tiene 572 metros de alto. Se distingue porque lo corona un peñón que parece un mirador o glorieta.

### Monte Boquerón
Está situado al centro de la península que separa las bahías Stokes y Morris en el sector E de la isla Capitán Aracena. Tiene 914 metros de alto. Es la altura dominante de la costa oeste del canal Magdalena. Es escarpado y coronado por tres picos. Cuando sopla el viento del SW bajan por sus quebradas ráfagas de gran violencia.

## Economía

### Pesca
La industria pesquera de Chile se ha posicionado desde fines del siglo XX como una potencia mundial debido a los acuerdos comerciales firmados con países del Asia Pacífico. La región de Magallanes y en concreto el área del canal Magdalena contribuye a ello con la extracción de la centolla, el centollón, el caracol trophon y el erizo.

### Turismo
A comienzos del siglo XXI algunas empresas han implementado el ecoturismo marítimo desde la ciudad de Punta Arenas hasta el área norte del canal Bárbara y a los ventisqueros del canal Magdalena, lugares que reúnen un relativamente fácil acceso y tiene atractivos que incluyen whalewatching, pinguineras, lobos marinos, fauna en general y paisajes.